# Pincara
Pincara ist eine nordostitalienische Gemeinde (comune) mit 1081 Einwohnern (Stand 31. Dezember 2023) in der Provinz Rovigo in Venetien. Die Gemeinde liegt etwa 16,5 Kilometer südwestlich von Rovigo.
Zur Gemeinde gehören die Fraktionen Gambaro, Roncala, Romanato, Bernarda und Paolina.

## Namensherkunft
Der Name des Ortes stammt vom Adeligen Guglielmo Pincaro ab. Dieser war als Berater des Herzoges Ercole von Este tätig und ab 1471 verantwortlich für das Gebiet. Am 10. April 1473 wurde er zum Feudalherren ernannt.

## Kirchen und Sehenswürdigkeiten
Die Kirche Chiesa di S. Giovanni Battista in Pincara wurde im 16. Jh. errichtet und in den darauffolgenden Jahrhunderten umgebaut. Nach dem Zweiten Weltkrieg wurde sie zum letzten Mal restauriert. In der Kirche befinden sich aus im 17. Jh. zerstörten Kirchen gerettete Altäre.
Die Kapelle Oratorio di S. Antonio da Padova in Bernarda stammt aus dem 17. Jh. Sie wurde von Giobatta Bernardi erbaut.
Die Kapelle Oratorio di S. Francesco in Roncala wurde ursprünglich im 18. Jh. erbaut und wurde kürzlich renoviert.
Das Casa Canonica wurde im 18. Jh. als Wohnsitz der Familie Dolfin gebaut.

## Gemeindepartnerschaft
Pincara unterhält eine Partnerschaft mit der lettischen Stadt Smiltene.